# (11678) Brevard
(11678) Brevard (1998 DT10) – planetoida z grupy pasa głównego asteroid okrążająca Słońce w ciągu 3,87 lat w średniej odległości 2,46 j.a. Odkryta 25 lutego 1998 roku.